# ニック・アンダーソン

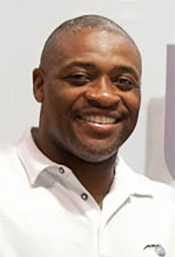
ニック・アンダーソン

ニック・アンダーソン（Nelison Anderson 1968年1月20日- ）はアメリカ合衆国・イリノイ州シカゴ出身の元バスケットボール選手。1989年から2002年までの13年間NBAでプレイした。キャリアの大部分はオーランド・マジックで過ごしている。

## 大学時代
高校卒業後、イリノイ大学に進学した。3年時に1試合平均18.0得点、7.9リバウンド、2.5ブロックを記録し、1989年のNCAA男子バスケットボールトーナメントでファイナル4に進出する立役者となった。

## NBA入り後
1989年のNBAドラフトで1巡目全体11位でオーランド・マジックに指名されて入団した。マジックはこの年のエクスパンションチームでアンダーソンはチーム史上最初にドラフトで指名された選手となった。
他のエクスパンションチームと同様、彼の入団したマジックは数シーズン低迷した。その結果、ドラフトでは早い順の指名権を得ることができ1990年にデニス・スコット、1992年にシャキール・オニール、1993年にアンファニー・ハーダウェイを獲得することができた。
1991－1992年シーズンまではアンダーソンはオフェンスのチームの得点リーダーであったがチームのタレントレベルが上昇するに従いオフェンスでの役割は少なくなっていった。しかし先発選手の一員としての役割は続いた。1994-95年シーズン、アンダーソンは179本の3ポイントシュートを成功させ1試合平均15.8得点を挙げた。チームは57勝25敗でアトランティック・ディビジョンで優勝し、イースタン・カンファレンスでも最高勝率をマークした（翌シーズンもチームは前年度を超える60勝22敗と最高勝率となり、アトランティック・ディビジョンで2年連続優勝し、イースタン・カンファレンスでは2位となった）。
1995年のシカゴ・ブルズとのカンファレンスファイナルの第1戦の第4Qにマイケル・ジョーダンのボールをはたきスティールしたプレーで勝利を呼び込んだ。試合後に45番をつけたマイケルは昔のマイケルとは違うと発言、第2戦ではその言葉に奮起したジョーダンは背番号23をつけてプレー、38得点をあげてブルズが勝利した。NBAファイナルでのヒューストン・ロケッツとのオーランド・アリーナでの第1戦3点差残り10秒の場面で日本のフリースローを獲得するも連続で失敗、リバウンドから再びフリースローを獲得するもまたしても連続で失敗してしまう。その直後にケニー・スミスが同点となる3ポイントシュートを決めてオーバータイムにもつれ込んだ。その試合を制したロケッツが4連勝でNBAチャンピオンとなった。
ファイナル終了後、マジックのファンの中からは"Nick the Brick"、"Brick Anderson"と呼ぶ声も聞かれるようになり、地元ファンからの信用度は低下してしまった。
この失敗の後、アンダーソンのフリースロー成功率は下降していき、1995-96シーズンのフリースロー成功率は69.2%だったが、1996-97シーズンにはキャリア最低の40.4%のフリースロー成功率となり、1試合あたりの得点も12.0に下がった。ゲーム終盤に僅差を争う場合、アンダーソンは次第にベンチに下げられるようになった。
1997-98シーズンの前半はさらに成績は悪くなり、1月27日までの成績は1試合あたり6.5得点、フリースロー成功率は36.3%まで落ちてしまった。しかしシーズン後半にはハーダウェイが復帰したものの再び欠場したために成績が急上昇し、1試合あたり22.6得点、フリースロー成功率も67.6%となりファイナル出場前の成績に戻った。このシーズンの最終成績は1試合あたり15.3得点、フリースロー成功率63.8%として終えた。
ロックアウトで短縮された1998-99年シーズン終了後、アンダーソンはサクラメント・キングスに放出された。退団時、アンダーソンはマジックの歴代得点1位 (その後の歴代得点の1位はドワイト・ハワード) であり、エクスパンションチームとしてのオリジナルロースターメンバーの中で残っていた最後の選手であった。
キングスでの最初のシーズンを72試合出場で全てスタメン出場ながらキャリア最低の1試合あたり10.8得点、フリースロー成功率48.7%で終え、2シーズン目はトレードで獲得したダグ・クリスティの加入により出場が激減しわずか21試合のみに出場、翌シーズン移籍したメンフィス・グリズリーズでも15試合の出場に留まり、シーズン終了後に移籍したクリーブランド・キャバリアーズに開幕前に解雇され、現役生活を終えた。